# Rúrik Gíslason
Rúrik Gíslason (Reykjavík, 1988. február 25. –) izlandi válogatott labdarúgó, aki jelenleg az SV Sandhausen játékosa.

## Pályafutása

### Klubcsapatban
A HK és a belga Anderlecht korosztályos csapataiban nevelkedett. 2005-ben a HK színeiben a felnőttek között is bemutatkozott. Innen igazolt az angol Charlton együtteséhez, de itt csak a tartalékok között számítottak rá. 2007-ben a dán Viborg játékosa lett. 2009 és 2012 között az Odense csapatának volt a labdarúgója. 2015-ben a német Nürnbergbe igazolt, majd 2018 elején az SV Sandhausen csapatához igazolt.

### A válogatottban
Bekerült a 2011-es U21-es labdarúgó-Európa-bajnokságon részt vevő U21-es válogatott keretébe. 2018. május 11-én bekerült Heimir Hallgrímsson szakvezető 23 fős végleges keretébe, amely a 2018-as labdarúgó-világbajnokságon vesz részt.

## Válogatott góljai
| #  | Időpont             | Helyszín                             | Ellenfél      | Gólok | Eredmény | Kiírás                             |
| -- | ------------------- | ------------------------------------ | ------------- | ----- | -------- | ---------------------------------- |
| 1. | 2010. augusztus 11. | Laugardalsvöllur, Reykjavík, Izland  | Liechtenstein | 1–0   | 1–1      | Barátságos mérkőzés                |
| 2. | 2014. október 10.   | Skonto stadion, Riga, Lettország     | Lettország    | 3–0   | 3–0      | 2016-os Európa-bajnokság selejtező |
| 3. | 2015. március 31.   | A. Le Coq Aréna, Tallinn, Észtország | Észtország    | 1–0   | 1–1      | Barátságos mérkőzés                |

## Sikerei, díjai
- FC København
  - Dán bajnok: 2012–13
  - Dán kupa: 2014–15